# Sphecodes lasimensis
Sphecodes lasimensis är en biart som beskrevs av Blüthgen 1927. Sphecodes lasimensis ingår i släktet blodbin, och familjen vägbin. Inga underarter finns listade i Catalogue of Life.